# تيم لويس (منافس ألعاب قوى)
تيم لويس (بالإنجليزية: Tim Lewis)‏ هو منافس ألعاب قوى أمريكي، ولد في 10 نوفمبر 1962.

## وصلات خارجية
- تيم لويس على موقع الاتحاد الدولي لألعاب القوى (الإنجليزية)
- تيم لويس على موقع أوليمبيديا (الإنجليزية)